# Équitation aux Jeux olympiques d'été de 1952
Navigation
Londres 1948 Melbourne/
Stockholm 1956
Les épreuves d'équitation aux Jeux olympiques d'été de 1952 à Helsinki étaient le saut d'obstacles, le dressage et le concours complet, disputées à titre individuel et par équipe. Pour la première fois les civils y compris les femmes sont admis aux épreuves équestres. Tous concourent ensemble dans les mêmes épreuves mixtes.

## Organisation

### Sites
Le centre des compétitions composé du centre équestre de Ruskeasuo (pour le dressage dressage) et de l'hippodrome de Laakso (pour le saut d'obstacles) a été aménagé dès 1951. Le travail de préparation du cross-country pour le concours complet a débuté à l'été 1951, en effet, des accords ont dû être passés avec les propriétaires dont la course devait passer à travers leurs terres cultivables.
La date de clôture des inscriptions pour les épreuves d'équitation était prévue le 13 juillet 1952, mais les premiers concurrents sont arrivés à Helsinki plus de deux semaines avant : cela a nécessité très tôt la mise à disposition des installations équestres et des terrains d'entraînements.

### Évolution du règlement
C'est le point le plus important de ces jeux en équitation : l'ouverture des épreuves aux concurrents non-officier, aux civils et même en dressage aux femmes. La fédération équestre internationale a ainsi fait évoluer ce règlement qui datait des premières épreuves équestres aux jeux olympiques, notamment à cause de la polémique liée à la disqualification du suédois Gehnäll Persson aux jeux de Londres en 1948, car il n'était que sergent.

### Participants
Cette édition voit la première participation du Canada, de l’Égypte, de la Corée du Sud, de la Roumanie, de l'URSS. Ils sont au total 137 cavaliers issus de 25 pays :
- Allemagne (9)
- Argentine (6)
- Brésil (4)
- Bulgarie (3)
- Canada (3)
- Chili (9)
- Corée du Sud (1)
- Danemark (5)
- Égypte (3)
- Espagne (6)
- États-Unis (9)
- Finlande (6)
- France (9)
- Irlande (3)
- Italie (5)
- Japon (1)
- Mexique (4)
- Pays-Bas (3)
- Norvège (2)
- Portugal (9)
- Roumanie (6)
- Royaume-Uni (6)
- Suède (9)
- Suisse (7)
- URSS (9)

### Épreuves
Six titres issus de trois disciplines sont disputés à l'occasion de ces Jeux olympiques d'été de 1936.
| Discipline       | Individuel | Par équipe | Total |
| ---------------- | ---------- | ---------- | ----- |
| Dressage         | 1          | 1          | 2     |
| Saut d'obstacles | 1          | 1          | 2     |
| Concours complet | 1          | 1          | 2     |
| Total            | 3          | 3          | 6     |

## Résultats

### Dressage

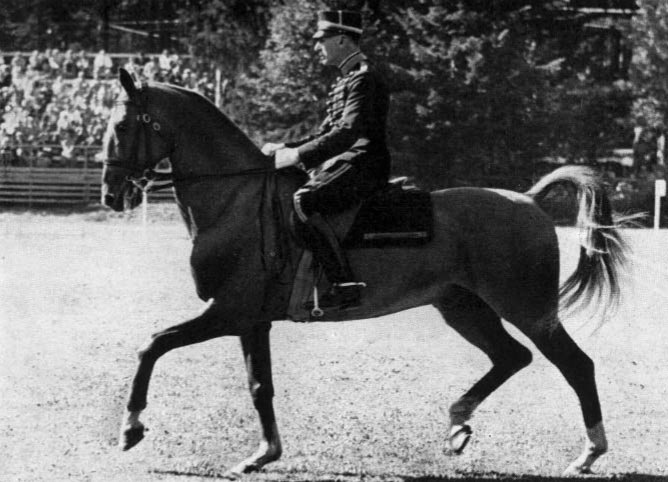
Le cavalier suédois Henri Saint Cyr remporte la médaille d'or.

L'épreuve est chamboulée par rapport à l'édition de 1948 dont le programme avait été allégé en raison de la fin de la Seconde Guerre mondiale. La reprise de 15 minutes voit le retour du piaffer et du passage. Admises pour la première fois aux épreuves équestres et uniquement en dressage, quatre femmes prennent part à la compétition.
La danoise Lis Hartel devient alors la première femme médaillée en individuel. Son parcours est pour le moins atypique, en effet, en 1944, à l'âge de 23 ans, elle est victime de la polio et devient paralysée en dessous du genou. Malgré le fait qu'elle doit être aidée pour monter et descendre de cheval elle remporte la médaille d'argent et le champion olympique suédois, Henri St-Cyr l'aide pour monter sur le podium : un grand moment de ces jeux olympiques.
| Médaille                            | Nom              | Pays     | Cheval       | Points |
| ----------------------------------- | ---------------- | -------- | ------------ | ------ |
| Médaille d'or, Jeux olympiques      | Henri Saint Cyr  | Suède    | Master Rufus | 561    |
| Médaille d'argent, Jeux olympiques  | Lis Hartel       | Danemark | Jubilee      | 541,5  |
| Médaille de bronze, Jeux olympiques | André Jousseaume | France   | Harpagon     | 541    |

| Médaille                            | Pays                                                          | Noms      | Chevaux                   | Points cumulés |
| ----------------------------------- | ------------------------------------------------------------- | --------- | ------------------------- | -------------- |
| Médaille d'or, Jeux olympiques      | Henri Saint Cyr Gustaf Adolf Boltenstern, Jr. Gehnäll Persson | Suède     | Master Rufus Krest Knaust | 1 597,5        |
| Médaille d'argent, Jeux olympiques  | Gottfried Trachsel Henri Chammartin Gustav Fischer            | Suisse    | Kursus Wöhler Soliman     | 1 579          |
| Médaille de bronze, Jeux olympiques | Heinz Pollay Ida von Nagel Fritz Thiedemann                   | Allemagne | Adular Afrika Chronist    | 1 501          |

### Concours complet

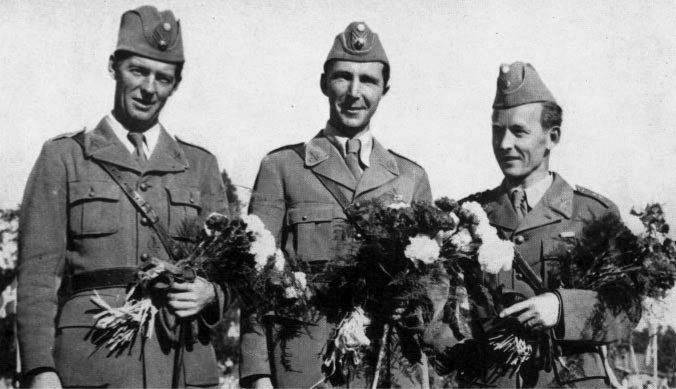
L'équipe suédoise médaillée.

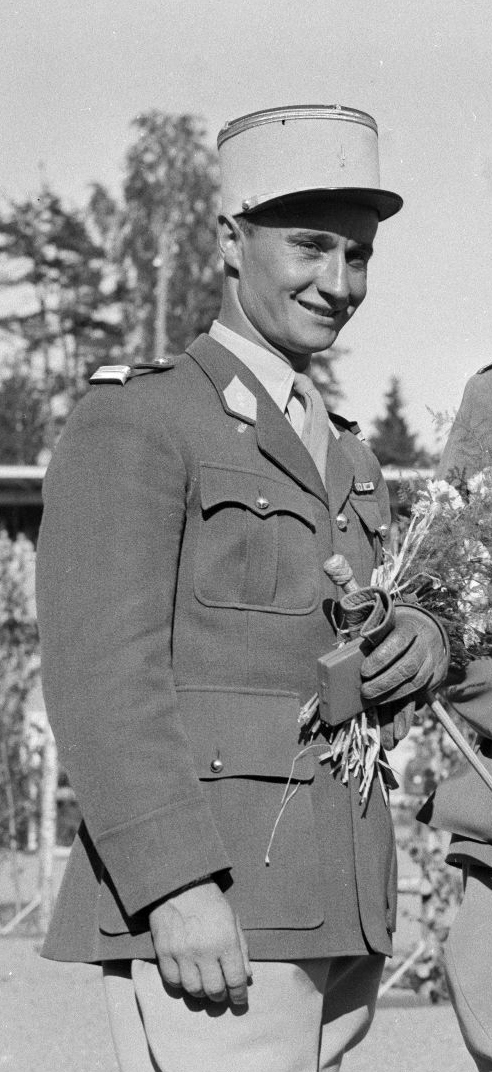
Guy Lefrant.

Le concours complet, discipline à l'origine taillée sur mesure pour les militaires et le cheval de guerre, voit également pour la première fois l'arrivée des civils aux jeux olympiques.
La partie d'endurance est divisée en cinq phases :
- phase A : un routier de 7 km avec une vitesse imposée de 240 m/min ;
- phase B : steeple-chase 4 km avec une vitesse imposée de 600 m/min ;
- phase C : un routier de 15 km avec une vitesse imposée de 240 m/min ;
- phase D : un cross-country 9 km avec une vitesse imposée de 450 m/min ;
- phase E : un sprint au galop de 2 km avec une vitesse imposée de 333 m/min.

| Médaille                            | Nom                          | Pays      | Cheval   | Points |
| ----------------------------------- | ---------------------------- | --------- | -------- | ------ |
| Médaille d'or, Jeux olympiques      | Hans von Blixen-Finecke, Jr. | Suède     | Jubal    | 28,33  |
| Médaille d'argent, Jeux olympiques  | Guy Lefrant                  | France    | Verdun   | 54,5   |
| Médaille de bronze, Jeux olympiques | Wilhelm Büsing               | Allemagne | Hubertus | 55,5   |

| Médaille                            | Nom                                                   | Pays       | Chevaux                                    | Points |
| ----------------------------------- | ----------------------------------------------------- | ---------- | ------------------------------------------ | ------ |
| Médaille d'or, Jeux olympiques      | Hans von Blixen-Finecke, Jr. Olof Stahre Folke Frölén | Suède      | Jubal Komet Fair                           | 221,94 |
| Médaille d'argent, Jeux olympiques  | Wilhelm Büsing Klaus Wagner Otto Rothe                | Allemagne  | Hubertus Dachs Trux von Kamax              | 235,49 |
| Médaille de bronze, Jeux olympiques | Charles Hough, Jr. Walter Staley John Wofford         | États-Unis | Cassivellannus Craigwood Park Benny Grimes | 587,16 |

### Saut d'obstacles

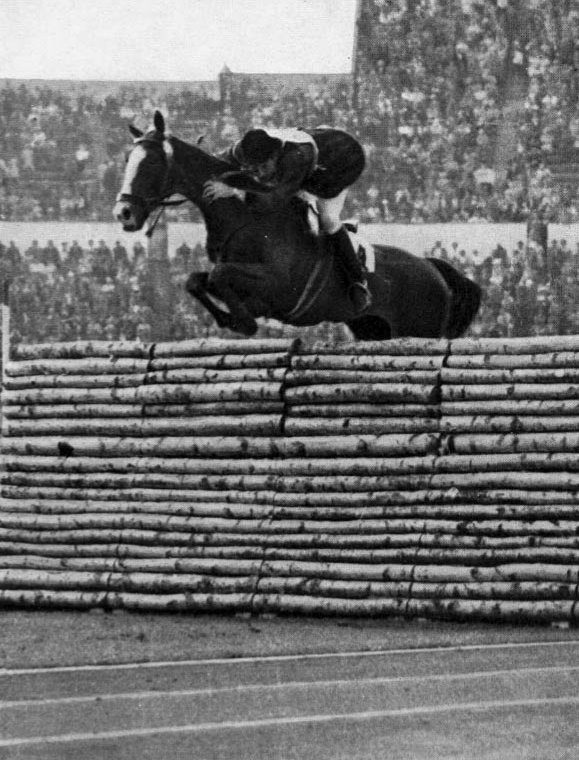
Le français Pierre Jonquères d'Oriola remporte le titre individuel avec Ali Baba.

Ils sont 52 cavaliers de 20 pays à être engagés et seize pays ont pu former des équipes de trois athlètes.
Pour la première fois, le concours est divisé en deux manches avec un parcours de 786 mètres et des obstacles d'une hauteur maximale de 1,60 m. L'épreuve est remportée par Pierre Jonquères d'Oriola qui deviendra par la suite le cavalier français le plus titré en saut d'obstacles aux Jeux olympiques. Le Royaume-Uni remporte en saut d'obstacles par équipes son seul titre de ces jeux olympiques.
| Médaille                            | Nom                       | Pays      | Cheval   | Points                |
| ----------------------------------- | ------------------------- | --------- | -------- | --------------------- |
| Médaille d'or, Jeux olympiques      | Pierre Jonquères d'Oriola | France    | Ali Baba | 8 (0 lors du barrage) |
| Médaille d'argent, Jeux olympiques  | Óscar Cristi              | Chili     | Bambi    | 8 (4 lors du barrage) |
| Médaille de bronze, Jeux olympiques | Fritz Thiedemann          | Allemagne | Meteor   | 8 (8 lors du barrage) |

| Médaille                            | Nom                                             | Pays        | Chevaux                           | Points |
| ----------------------------------- | ----------------------------------------------- | ----------- | --------------------------------- | ------ |
| Médaille d'or, Jeux olympiques      | Wilfred White Douglas Stewart Harry Llewellyn   | Royaume-Uni | Nizefela Aherlow Foxhunter        | 40,75  |
| Médaille d'argent, Jeux olympiques  | Óscar Cristi César Mendoza Ricardo Echeverría   | Chili       | Bambi Pillán Lindo Peal           | 45,75  |
| Médaille de bronze, Jeux olympiques | William Steinkraus Arthur McCashin John Russell | États-Unis  | Hollandia Miss Budweiser Democrat | 52,25  |

## Tableau des médailles
|       | Nation      | Or | Argent | Bronze | Total |
| ----- | ----------- | -- | ------ | ------ | ----- |
| 1     | Suède       | 4  | 0      | 0      | 4     |
| 2     | France      | 1  | 1      | 1      | 3     |
| 3     | Royaume-Uni | 1  | 0      | 0      | 1     |
| 4     | Chili       | 0  | 2      | 0      | 2     |
| 5     | Allemagne   | 0  | 1      | 3      | 4     |
| 6     | Suisse      | 0  | 1      | 0      | 1     |
| 6     | Danemark    | 0  | 1      | 0      | 1     |
| 8     | États-Unis  | 0  | 0      | 2      | 2     |
| Total | Total       | 6  | 6      | 6      | 18    |